# 김동우 (축구 선수)
김동우(金東佑, 1988년 2월 5일~)는 대한민국의 축구 선수로서 포지션은 수비수이다. 현재 경주 한국수력원자력 소속이다.

## 클럽 경력
김동우는 넬로 빙가다 감독이 지휘하던 2010년 FC 서울에 입단하였다. 그해 5월 23일 광주 상무와의 리그컵에서 데뷔전을 치렀다. 그는 수려한 외모는 물론 탄탄한 수비력까지 선보이며 데뷔 첫 해부터 '꽃미남 수비수'라 불렸다. 2010시즌에 4백의 센터백으로 정규리그에 10경기에 출장하였고, 특히 시즌 후반 아디의 부상 공백을 훌륭히 메우며 FC 서울의 우승에 기여하였다.
2013년 시즌을 앞두고 군 복무를 위해 경찰청 축구단에 입단하였다. 경찰청에서 주전 수비수로 활약하며 2014년 9월 26일 전역할 때까지 리그 38경기에 나서 4골을 기록하였다. 안산 경찰청의 주전 수비수로 활약을 하였다.
2015년 시즌을 시작하면서 그는 등번호를 28번으로 바꾸었다. 동년 6월 팀의 주전 수비수 김진규가 부상으로 이탈하자 김진규의 빈 자리를 두고 김남춘·박용우와 경쟁하였다.
그는 2015년 9월 20일에 데뷔 1,945일 만에 K리그 통산 100경기 출장을 수원 삼성 블루윙즈와의 K리그 클래식 25라운드이자 슈퍼매치에서 달성하였다. 또한, 5일 후인 9월 28일에 광복절 행사로 연기된 25라운드 광주 FC와의 경기에서 FC 서울 소속으로 최초의 골을 기록하였다. 후반 32분 몰리나가 올린 프리킥을 헤딩슛하여 팀의 세 번째 골을 넣어 팀의 3-1 승리를 확정지었다.
2016년 시즌을 시작하면서 그는 등번호를 4번으로 바꾸었다.
2019년 1월 17일 제주 유나이티드로의 이적이 발표되었다.
2020시즌을 앞두고 K리그1으로 승격한 부산 아이파크로 이적했다.

## 학력
- 서귀서초등학교(1994년 입학 ~ 2000년 졸업)
- 서귀포중학교(2000년 입학 ~ 2003년 졸업)
- 제주중앙고등학교(2003년 입학 ~ 2006년 졸업)
- 조선대학교(2006년 입학 ~ 2010년 졸업)[7]

## 경력 상세

### 선수 경력
- 2010년 - 2018년  FC 서울
- 2013년 - 2014년  안산 경찰청 (군 복무)
- 2017년 7월 - 12월  대구 FC (임대)
- 2019년  제주 유나이티드
- 2020년 ~  부산 아이파크

## 수상

### 클럽

#### FC 서울
- K리그 클래식

● 우승 3회: 2010, 2012, 2016
● 3위 1회: 2014
- 대한민국 FA컵

● 우승 1회: 2015
● 준우승 2회: 2014, 2016
- 대한민국 리그컵

● 우승 1회: 2010년
- AFC 챔피언스리그

● 준우승 1회: 2013
● 3위 2회: 2014, 2016